# Подзоров Кузьма Михайлович
Подзоров Кузьма Михайлович (1887 , Тамбовська область  — 1963 , Луганська область ) — російський і радянський гірничий керівник.
Учасник боротьби за владу Рад в Україні.
Герой Праці (1922).

## Біографія
Народився 1887 року на території нинішньої Тамбовської області, Росія
.
З 1896 року працював на шахтах у місті Макіївці. Учасник революційних подій 1905
.
З 1910 року працював на рудниках Кривбасу
.
Учасник І світової війни у складі Волинського полку, старший унтер-офіцер, Георгієвський кавалер
.
Закінчив Гірничу профшколу, в 1916 — Петроградський гірничий інститут
.
Член РСДРП(б) із 1917 року.
У 1917 році формував загони Червоної гвардії на Криворіжжі, член ревкому станції Вечірній Кут, член Криворізького ревкому, член комітету Дубовобалківської організації РСДРП(б) (Кривий Ріг), Вечерньокутського райкому РСДРП(б).
У 1918 році — командир партизанського загону, який боровся з австро-німецькими окупантами
.
З січня 1919 року працював в органах ЧК в Катеринославі, формував систему ВЧК на Катеринославщині: голова ЧК, військовий комендант, прокурор, голова ревтрибуналу Катеринослава
.
Навесні 1919 року відряджений до міста Кривого Рогу, де зміцнював органи Радянської влади у Криворізькому повіті. Один із керівників опору загонам отамана Григор'єва боровся з денікінцями.
У 1920 році — голова Криворізького ЧК, комендант Кривого Рогу, член Криворізького повітового комітету КП(б)У та повітового виконкому
.
У 1921—1927 рр. — керуючий шахтоуправлінням імені К. Лібкнехта. 1922 року — член урядової комісії з обстеження ситуації у Кривбасі.
Активний керівник відновлення Кривбасу.
У 1927—1931 рр. — керуючий Південно-рудним трестом.
У 1931—1934 рр. — керуючий трестом «Москвовугілля»
.
З 1934 року керував шахтами в Макіївці, Сталіно, Краснодоні
.
Помер в 1963 році в Луганській області
.

## Нагороди
- Орден Леніна[1];
- Орден Червоного Прапора[1];
- Орден Трудового Червоного Прапора[1];
- Почесна революційна зброя[1];
- Герой Праці (1922)[1].